# سد امیستاد
سد امیستاد (به انگلیسی: Amistad Dam) یک سد خاکی و نیروگاه برقابی در ایالات متحده آمریکا است که در شهرستان وال ورده، تگزاس واقع شده‌است.